# Ma’an (Syria)
Ma’an (arab. ‏معان‎) – wieś w Syrii, w muhafazie Hama. W spisie z 2004 roku liczyła 1561 mieszkańców.
Podczas wojny w Syrii wieś została zaatakowana i zdobyta 9 lutego 2014 przez terrorystów Ahrar asz-Szam i Dżund al-Aksa, którzy zamordowali tu co najmniej 25 lub 42 osoby, głównie alawitów. 17 lutego 2014 odbita przez syryjską armię.